# Penina Taylor
Penina Taylor ist die für ihre öffentlichen Auftritte bekannte Leiterin des Shomrei Emet-Instituts für gegen-missionarische Studien und Gründerin der Torah Life Strategies. Shomrei Emet war 2008 kurzzeitig mit der Organisation Jews for Judaism in Jerusalem verbunden.

## Leben

### Konversion zum Christentum
Penina wurde in einer religionsfernen jüdischen Familie in Lakewood Township, New Jersey geboren, in der ihr, wie sie später äußerte, die Spiritualität fehlte. Nach einer traumatischen Kindheit mit der Scheidung der Eltern, Vernachlässigung durch die berufstätige Mutter und sexuellem Missbrauch, Alkohol und anderen Drogen, wandte sich Penina an der High School mit 16 Jahren begeistert dem evangelikalen Christentum zu und ließ sich taufen. Sie besuchte danach das Miami Christian College (jetzt Trinity University), wo sie ein Bibelzertifikat erwarb. Am College zertifizierte sie sich in dem Evangelism Explosion (EE)-Programm und wurde als Predigerin ausgebildet. Sie war mehrfach Beraterin für den Billy Graham-Kreuzzug und hatte außerdem ein Zertifikat als Beraterin für kritische Schwangerschaften. Ihre Begeisterung war so groß, dass sich auch ihre Schwester und ihre Eltern zum Christentum führte, die sich daraufhin wieder verheirateten.
Kurz nach dem Weggang vom Miami Christian College heiratete Penina Paul Taylor, der das Moody Bible Institute besucht hatte. Beide arbeiteten als Laien in Führungspositionen verschiedener Kirchen.

### Messianisches Judentum
1991 kamen Paul und Penina in Kontakt zu Messianischen Juden und gründeten zusammen mit Peninas Eltern die messianische Gemeinde Knesset Hashuvim in Bowie, Maryland. Während dieser Zeit begann Penina Bücher über jüdische Orthodoxie zu lesen. Alle vier Gemeindeleiter übernahmen das Konzept des „Torah Observant Messianic Judaism“. Peninas Vater Yeshayahu Heiliczer gründete die Association of Torah Observant Messianics (ATOM).

### Vom Messianischen Judentum zum Orthodoxen Judentum
Nachdem sie 2000 nach Baltimore, Maryland gezogen waren, begannen Paul und Penina eine Orthodoxe Synagoge zu besuchen, wo sie von dem Rabbiner dem damaligen Direktor der Organisation Jews for Judaism, Mark Powers, vorgestellt wurden. Nach den Gesprächen mit Powers lehnte Penina alle Formen des Christentums ab und wandte sich dem Orthodoxen Judentum zu. Auch ihre Eltern und ihre Kinder wandten sich dem orthodoxen Judentum zu.

## Spätere Laufbahn
2009 veröffentlichte Penina ihr erstes Buch, Coming Full Circle: A Jewish Woman’s Journey through Christianity and Back, in dem sie ihre spirituelle Reise über das evangelikale Christentum und das Messianische Judentum zum Orthodoxen Judentum schildert.
2011 veröffentlichte Penina ihr zweites Buch, Scripture Twisting, in dem sie den christlichen Anspruch auf Jesus als Messias überprüft und den jüdischen Standpunkt vertritt.
Penina hält Vorträge weltweit an jüdischen Zentren und Jeschivas.
Sie befasst sich seit einiger Zeit auch mit Fragen des persönlichen Wachstums, der Ehe und menschlichen Beziehungen.

## Privates
Taylor ist verheiratet, sie hat vier Kinder und lebt mit zwei Töchtern und ihren Eltern seit 2005 in Israel.

## Publikationen
- Coming Full Circle: A Jewish Woman’s Journey through Christianity and Back, Hatikwa Books 2009. ISBN 978-965-546-005-6
- Scripture Twisting 2011. Teshuvah! Publications, 2011. ISBN 978-1-62951-296-9